# Flatida cingulata
Flatida cingulata är en insektsart som beskrevs av Melichar 1901. Flatida cingulata ingår i släktet Flatida och familjen Flatidae. Inga underarter finns listade i Catalogue of Life.